# Utladalen
Utladalen (het Utladal) is een dal in de gemeente Årdal in de Noorse provincie Sogn og Fjordane. Het dal is vernoemd naar de rivier de Utla die via  Årdalsvatnet uitmondt in het Sognefjord. Het dal geldt als het diepste rivierdal van Noorwegen. De omgeving van het het dal, tot aan het nationaal park Jotunheimen, is beschermd natuurgebied. 